# Coffea bridsoniae
Coffea bridsoniae är en måreväxtart som beskrevs av Aaron Paul Davis och Mvungi. Coffea bridsoniae ingår i släktet Coffea och familjen måreväxter. Inga underarter finns listade i Catalogue of Life.